# Channel One
Channel One (1980-1983) – tidlig københavnsk punkrock klub og trendy hang-out bar på Farvergade 10 nær Rådhuspladsen, der åbnede den 4. oktober 1980. Klubben tiltrak folk fra både luksus punkbevægelsen, bøssekulturen, modespottere og musikere. Stedets trendy status gjorde bl.a. at bands som Duran Duran, The Clash og Spandau Ballet valgte at hænge ud der efter deres tidlige koncerter. Klubben blev startet af Rena Kiroff og Steen Frederiksen.
|  | Denne artikel om en bygning eller et bygningsværk kan blive bedre, hvis der indsættes et (bedre) billede. Du kan hjælpe ved at afsøge Wikimedia Commons for et passende billede eller lægge et op på Wikimedia Commons med en af de tilladte licenser og indsætte det i artiklen. |

55°40′33.15″N 12°34′19.15″Ø / 55.6758750°N 12.5719861°Ø